# Bagisu
I Bagisu o Gisu sono un gruppo etnico bantu che vive intorno alle pendici del monte Elgon, nell'Uganda orientale. Sono strettamente imparentati con i Bukusu del vicino Kenya. Il nome Bamasaaba è talvolta usato in modo intercambiabile con Bagisu, anche se questi ultimi sono più propriamente un sottogruppo della più ampia nazione Bamasaaba.
I Bagisu ammontavano a 1 646 904 individui al censimento ugandese del 2014, costituendo il 4,9% della popolazione del Paese. La maggior parte dei Bagisu è cristiana, principalmente anglicana (Chiesa dell'Uganda), stimata al 45,7%, mentre una percentuale significativa è cattolica, stimata al 29,1%. Inoltre circa il 14% del popolo Bagisu segue l' Islam e il 5,3% è pentecostale.
I Bagisu sono principalmente agricoltori. Coloro che vivono fino a 1 500 metri sopra il livello del mare coltivano soprattutto caffè, la maggior parte del quale viene venduta alla Bugisu Co-operative Union. Coltivano anche cotone, tabacco, mais, fagioli, miglio, sorgo, patate dolci e manioca.
Gli uomini si sottopongono a cerimonie di iniziazione conosciute come Imbalu, che comprendono la pratica della circoncisione, adottata dal vicino popolo dei Masai.